# Boyd Bushman
Boyd B. Bushman este numele atribuit un om care a pretins de mai multe ori că a fost un inginer senior care a lucrat în domeniul cercetării pentru Lockheed Martin Skunk Works, Texas Instruments și Hughes Aircraft.
Într-un video de pe YouTube postat în octombrie 2014 pe un cont nou, acest om susține că a avut o varietate de experiențe personale legate de OZN-uri, extratereștri și fantome. În înregistrarea video, omul care pretinde a fi "Boyd Bushman" a arătat câteva fotografii despre care a afirmat că prezintă extratereștri. Afirmațiile au fost larg difuzate de blogurile entuziaștilor de ufologie și către Oliver Darcy de la the Blaze, aceștia au declarat că au făcute de către acest om aflat pe "patul de moarte." În cele din urmă, cu toate acestea afirmațiile au fost în esență identice sau similare cu cele dintr-o apariție anterioară în cadrul emisiunii Discovery Channel din 1999 "Billion Dollar Secret," emisiune care  avea ca scop să prezinte mușamalizarea cazurilor privind OZN-urile de către guvern.
O anchetă ulterioară realizată de către site-ul de știri din Quebec TVQC a demonstrat că fotografiile prezentate de către "Boyd Bushman" sunt figurine de colecție din plastic produse de compania de jucării HalloweenFX, lucru confirmat ulterior de San Antonio Express News.  O altă sursă a observat că nu au existat necrologuri pentru niciun "Boyd Bushman" din august până la presupusa sa moarte și că o persoană cu acest nume nu este menționată în Indexul de securitate socială al deceselor. Într-un articol separat postat pe site-ul Whitley Streiber, s-a afirmat că individul care pretinde a fi Bushman a făcut afirmații similare și în 2012, dar acestea nu au fost luate în seamă datorită ambiguității de care a dat dovadă când i s-au cerut detalii și dovezi privind studiile sale. Indexul de legende urbane Snopes a evaluat afirmația "fostului inginer de la Lockheed Martin, Boyd Bushman, de a avea dovezi privind contactul uman cu viață extraterestră înainte de moartea sa în august 2014" ca fiind "Falsă".